# Ансерма
Ансерма (исп. Anserma) — муниципалитет и город в департаменте Кальдас (Колумбия). Назван таким именем из-за соли, которую местные индейцы называли Ансер.

## История города
Как пишет хронист Сьеса де Леон: «Этот городок Ансерма заселил и основал капитан Хорхе Робледо в честь его Величества, при своём губернаторе и капитан-генерале всех этих провинций аделантадо доне Франсиско Писарро. Хотя это и правда, что Лоренсо де Альдана, главный заместитель дона Франсиско Писарро из города Кали, образовал муниципальный совет, назначил алькальдами Суэр де Наба [Suer de Naba] и Мартина де Аморото [Martin de Amoroto], а главным альгвазилом — Руй Венегаса [Ruy Venegas] и послал Робледо заселить этот город, как городок называется сейчас, и приказал ему, чтобы тот дал ему название Санкта-Ана-де-Лос-Кабальерос. Так что, пожалуй, по вышеназванной причине основание города Ансерма может быть приписано Лоренсо де Альдана».